# Трепет перед Б-гом
«Трепет перед Б-гом» (англ. Trembling Before G-d) — документальный фильм американского режиссёра Сэнди Симха Дубовски об отношении ортодоксального иудаизма к гомосексуальности.

## Сюжет
Фильм повествует о жизни нескольких евреев гомосексуальной ориентации. В своих интервью раввины и психотерапевты рассуждают об отношениях иудаизма и гомосексуальности. В течение шести лет режиссёр картины встречался с евреями-геями, но лишь немногие из них отважились свободно говорить перед камерой из за страха быть подвергнутыми остракизму со стороны своих общин. Те же, кто согласился сняться в фильме, скрывают свои лица. Большинство действующих лиц картины — американские или британские евреи.

## В ролях
| Актёр               | Роль               |
| ------------------- | ------------------ |
| Стив Гринберг       | играет самого себя |
| Натан Лопес Кардозо | играет самого себя |
| Шломо Рискин        | играет самого себя |
| Наоми Марк          | играет саму себя   |

## Награды
Фильм номинировался на следующие премии и призы:
| Год  | Фестиваль/Организация                  | Премия                                                        | Результат |
| ---- | -------------------------------------- | ------------------------------------------------------------- | --------- |
| 2001 | Еврейский кинофестиваль в Вашингтоне   | Приз зрительских симпатий                                     | Победа    |
| 2001 | Санденс                                | Приз жюри                                                     | Номинация |
| 2001 | ЛГБТ-кинофестиваль в Сиэтле            | Приз зрительских симпатий ― «Лучший документальный фильм»     | Победа    |
| 2001 | Кинофестиваль «Аутфест»                | Приз большого жюри в номинации «Лучший документальный фильм»  | Победа    |
| 2001 | Международный кинофестиваль в Чикаго   | Gold Plaque                                                   | Победа    |
| 2001 | Берлинский международный кинофестиваль | Премия «Дон Кихот»                                            | Победа    |
| 2001 | Берлинский международный кинофестиваль | Тедди ― «Лучший документальный фильм»                         | Победа    |
| 2002 | Glitter Awards                         | Лучший документальный фильм по мнению американской гей-прессы | Победа    |
| 2002 | Film Independent                       | Премия «Независимый дух» — Truer Than Fiction Award           | Номинация |
| 2003 | GLAAD Media Awards                     | «Лучший документальный фильм»                                 | Победа    |
| 2004 | Satellite Awards                       | «Лучший документальный фильм»                                 | Номинация |